# El muro infernal
El muro infernal fue un programa argentino de entretenimientos emitido por Telefe y producido por Telefe-Fremantle. El programa es una adaptación del programa de origen japonés llamado Nōkabe (脳カベ) (Brain Wall, apodado por los fanáticos de YouTube como "Tetris humano"). Fue conducido por Marley y emitido en el periodo 2008-2009. El 13 de enero de 2020, se anunció una nueva temporada debido a que el propio canal, Telefe, cumplió 30 años de sus transmisiones,
A comienzos de 2008, se anunció que en marzo se estrena un nuevo programa de entretenimientos.
El estreno fue el 3 de marzo de 2008 y finalizó el 30 de enero de 2009.
El 13 de enero de 2020 se estrenó una nueva temporada que finalizó 17 de abril de ese año debido a la pandemia de COVID-19.

## Equipo
- Marley, conductor (2008-2009, 2020)
- Osvaldo Príncipi, comentarista (2008-2009, 2020)
- Nazareno Móttola, humorista (2008-2009, 2020)
- Carla Bonfante, locutora (2008-2009, 2020)
- Leandro Penna, bañero (2008-2009)
- Delfina Gerez Bosco, bañera (2008-2009)
- Santiago Yonamine, humorista (2008-2009)
- Natalia Kim, humorista (2008-2009)
- Fernando Colombo, humorista (2008-2009)
- Kevsho, coconductor (2020)
- Gina Casinelli, bañera (2020)
- Adriano Mazziotti, bañero (2020)

## Contenido
El mecanismo básico de los desafíos consistía en adoptar las extrañas formas caladas en las paredes de telgopor (muros) para atravesarlas, evitar caer en una pileta y sumar puntos. Competían dos grupos de tres personas cada uno: dos participantes y un invitado famoso.

## El juego
Generalmente, el programa contaba con 7 rondas:
- Ronda 1: Dos muros normales para cada equipo. Cada muro que pasen suma 10 puntos, o 15 puntos, si les toca y pasan el bonus. Los muros de esta ronda son pasados por dos jugadores en forma individual.
- Ronda 2: Es el "triatlón infernal", con 20 puntos en juego. Consiste en nadar de un extremo a otro de la pileta sobre una porción de muro, subir por un inflable resbaladizo y pasar los dos muros siguientes por una cinta transportadora sin caerse.
- Ronda 3: Es la "maratón infernal", con 10 puntos en juego. Se realizan dos rondas, en las que participan dos jugadores de cada equipo. Deberán hacer una chocolatada y comer una vainilla mientras corren en la cinta hasta llegar al final.
- Ronda 4: Una ronda especial y diferente cada programa, en la que se juegan 30 puntos, o 35 con bonus.
- Ronda 5: Es el "doblete", con 30 puntos si se pasa, o 35 si se pasa con bonus. El doblete es pasado por una pareja de jugadores.
- Ronda 6: Es el "todos contra la pared", en el cual están 50 puntos en juego. Los tres integrantes del equipo deben enfrentarse al muro.
- Ronda 7: es la "superrápida", con 100 puntos en juego. El muro avanza a doble velocidad y debe ser atravesado por los tres integrantes del equipo.

## El juego 2020
Generalmente, el programa contaba con 4 rondas:
- Ronda 1: "Solari".
- Ronda 2: "El Doblete".
- Ronda 3: "Todos Contra La Pared".
- Ronda 4: "La Super Rapida".

## Muros Especiales 2020
En esta ronda, cada programa presentaba un tipo de muro diferente:
- Muro Test: estrenado en 3 de febrero de 2020.
- Muro De La Gente: estrenado en 4 de febrero de 2020.
- Espejito Espejito: estrenado en 17 de febrero de 2020.
- Ojos Que No Ven: estrenado en 17 de febrero de 2020.
- Muro Goool!!!: estrenado en 4 de marzo de 2020.

## Tipos de muros

### Ronda 1
- Muros normales: Cada participante deberá atravesar un muro emulando la forma recortada en el mismo.

### Ronda 2
- El triatlón infernal: El participante deberá atravesar la piscina sobre una pequeña "isla flotante". Luego de esto, procederá a subir a un segundo nivel corriendo a través de un tobogán inflable cubierto de detergente o vaselina, a la que en cada capítulo se le da un nombre repugnante. Si no se logra subir en los primeros cinco intentos, se le lanzará una soga, pero se le bajará 5 puntos al resultado, si es que logra pasar la maratón. Una vez que el participante alcanza este nivel, se enfrenta con una cinta transportadora, que va en sentido contrario a la de la "maratón infernal", en la cual se encuentran dos muros con formas distintas que el participante deberá pasar hasta llegar a una piscina final, donde termina el juego. Si en estos muros el participante no respeta la forma o se cae en la cinta, se lo dará como perdido. Todo debe hacerse en un tiempo aproximado de 40 segundos.

### Ronda 3
- La maratón infernal: El participante deberá, mientras corre en la cinta y con 30 segundos de tiempo, tomar leche de una botella, servir la leche en un vaso, agregarle cinco cucharadas de cacao, mojar la vainilla en la chocolatada, comerla entera y pasar la línea roja. El juego está basado en un formato japonés.

### Ronda 4
En esta ronda, cada programa presentaba un tipo de muro diferente:
- El muro invisible: El participante deberá pasar el muro sabiendo como es, pero con el mismo sellado.
- El examen: El conductor le hará una pregunta de interés general y el participante tendrá 3 opciones para elegir en el muro, debiendo pasar por la opción correcta.
- El muro geográfico: Esta vez, el muro tendrá la forma de un país, un continente o una provincia de Argentina. El muro tiene tres puertas, cada una con una respuesta escrita en ella, donde dos serán falsas, y el participante tendrá que pasarlo respondiendo la pregunta que le dirá el conductor. Si no acierta, la puerta no se romperá y el muro lo arrastrará al agua.
- Ojos que no ven: Tendrán que pasar el muro con los ojos vendados, siguiendo los comentarios de sus compañeros de equipo para asimilar la forma.
- El espejazo: El participante deberá pasar el muro con un espejo delante de él, pero sin mirar atrás.
- El muro geométrico: Esta vez, el muro tendrá la forma de una forma geométrica (hexágono, heptágono, octógono, etc.), y el participante tendrá que pasarlo por la pregunta que le haga el conductor.
- El penal infernal: Le darán cinco pelotas de fútbol al participante y deberá patearlas dentro de los agujeros circulares que tendrá el muro para que el mismo se detenga. Si dos pelotas pasan, el muro se detendrá. De lo contrario, seguirá de largo y lo tirará al agua.
- El muro matemático: El concursante deberá pasar por el resultado correcto entre dos opciones de cálculo matemático.
- La gran embocada: Es como el "penal infernal", pero esta vez con pelotas de básquet. Si se encesta un solo tiro, el muro frena.
- El gran imitador: El participante estará de espaldas al muro y deberá imitar la forma según como hace su compañero de equipo, que puede ver el muro.
- Liberen a Willy: El participante deberá pasar el muro con una orca inflable.
- El sapo: Es como el clásico juego del sapo. Un muro con un sapo y un agujero en su boca, en la cual los participantes deberán meter una ficha de cinco que les dan.
- El destructor: El concursante deberá romper el muro con un mazo y luego pasar.
- Pasados por agua: El concursante deberá colocarse detrás de la piscina. Cuando se abra la puerta completamente por donde entra el muro, deberá nadar y colocar todo su cuerpo en el área de juego, para lograr destrozar el muro.

### Ronda 5
- El doblete: Deberán pasar dos integrantes de cada equipo por el muro. Se añade una dificultad si les toca el bonus que, si lo logran pasar, obtendrán 5 puntos más.

### Ronda 6
- Todos contra la pared: Los tres integrantes del equipo deberán pasar el muro.

### Ronda 7
- La superrápida: Nuevamente, deberán pasar los tres integrantes de cada equipo, pero con el muro a doble velocidad.

## El bonus
El bonus puede aplicarse en cualquiera de los anteriores muros, a excepción de la "superrápida", y si se logra pasar, suma 5 puntos al puntaje final.

## Invitados
– Índice de audiencia más alto del ciclo
     – Índice de audiencia más bajo del ciclo
- Del lado izquierdo miembro del Equipo Rojo
- Del lado derecho miembro del Equipo Azul
- Nombre resaltado: Famoso que ganó el programa.

| Programa | Episodio | Día de emisión        | Audiencia |
| -------- | --- | --------------------- | --------- |
| 1        | Catherine Fulop vs. Stefanía Roitman | 13 de enero de 2020   | 14.8      |
| 2        | Darío Lopilato vs. Luciana Salazar | 14 de enero de 2020   | 13.1      |
| 3        | Victoria Xipolitakis vs. Stefanía Xipolitakis                                                                                           | 15 de enero de 2020   | 14.1      |
| 4        | Rocío Oliva vs. Tomás Kirzner | 16 de enero de 2020   | 13.9      |
| 5        | Grego Rossello vs. Mica Suárez | 17 de enero de 2020   | 11.1      |
| 6        | Florencia Vigna vs. Diego Ramos Lizy Tagliani vs. Manuela Pal                                                                           | 20 de enero de 2020   | 12.0      |
| 7        | Noelia Marzol vs. José Meolans | 21 de enero de 2020   | 12.9      |
| 8        | Mica Viciconte vs. Fabián Cubero | 22 de enero de 2020   | 11.7      |
| 9        | Ximena Capristo vs. Tucu López | 23 de enero de 2020   | 12.9      |
| 10       | Micaela Lapegüe, Dani La Chepi, Angie Velasco vs. Federico Cyrulnik, Dai Hernández, Alex Casas Sol Pérez vs. Sebastián Almada           | 24 de enero de 2020   | 10.3      |
| 11       | Florencia Peña vs. Juan Manuel Guilera                                                                                                  | 27 de enero de 2020   | 12.1      |
| 12       | Natalie Weber vs. Naiara Awada | 28 de enero de 2020   | 10.3      |
| 13       | Magui Bravi vs. Cristian U. | 29 de enero de 2020   | 12.1      |
| 14       | Delfi Ferrari, Emily Lucius, Romina 'Momi' Giardini vs. Belen Caracciolo, Benja Calero, Santi Bacigalup Pichu Straneo vs. Tigresa Acuña | 30 de enero de 2020   | 11.1      |
| 15       | Silvina Escudero vs. Marcela Baños | 31 de enero de 2020   | 10.4      |
| 16       | Mariela "La Chipi" Anchipi vs. Facundo Mazzei                                                                                           | 3 de febrero de 2020  | 10.0      |
| 17       | Jimena Cyrulnik vs. La Floppy | 4 de febrero de 2020  | 10.9      |
| 18       | Amalia "Yuyito" González vs. Brenda Di Aloy                                                                                             | 5 de febrero de 2020  | 9.4       |
| 19       | Delfina Gerez Bosco vs. Leandro Penna                                                                                                   | 6 de febrero de 2020  | 9.2       |
| 20       | Sofía Morandi vs. Hernán Drago | 7 de febrero de 2020  | 9.0       |
| 21       | Gladys, la Bomba Tucumana vs. Tyago Griffo                                                                                              | 10 de febrero de 2020 | 10.4      |
| 22       | Belén Francese vs. Pachu Peña | 11 de febrero de 2020 | 9.6       |
| 23       | Candela Ruggeri vs. Manuela Viale | 12 de febrero de 2020 | 10.6      |
| 24       | Anita Martínez vs. Valeria Archimó | 13 de febrero de 2020 | 9.9       |
| 25       | Pía Shaw vs. Robertito Funes | 14 de febrero de 2020 | 9.0       |
| 26       | Federico Bal vs. Micaela Vázquez | 17 de febrero de 2020 | 10.1      |
| 27       | Diego Reinhold vs. Lorena Paola | 18 de febrero de 2020 | 10.0      |
| 28       | Fernando Carlos vs. Walter Queijeiro | 19 de febrero de 2020 | 10.8      |
| 29       | Floppy Tesouro vs. Nicolás Scarpino | 20 de febrero de 2020 | 10.5      |
| 30       | Andrea Ghidone vs. Miriam Lanzoni | 21 de febrero de 2020 | 8.5       |
| 31       | Gastón Soffritti vs. Felipe Colombo | 24 de febrero de 2020 | 7.9       |
| 32       | Nazareno Casero vs. Eva Bargiela | 25 de febrero de 2020 | 9.9       |
| 33       | Cinthia Fernández vs. Cae | 26 de febrero de 2020 | 10.8      |
| 34       | María Fernanda Callejón vs. Mariana Genesio Peña                                                                                        | 27 de febrero de 2020 | 8.8       |
| 35       | Nancy Pazos vs. Victoria Saravia | 28 de febrero de 2020 | 8.1       |
| 36       | Cristian Castro vs. Andrea Rincón | 2 de marzo de 2020    |           |
| 37       | Charlotte Caniggia vs. Alexander Caniggia                                                                                               | 3 de marzo de 2020    |           |
| 38       | Silvia Süller vs. Guido Süller | 4 de marzo de 2020    |           |
| 39       | Laura Esquivel vs. Josefina Ansa | 5 de marzo de 2020    |           |
| 40       | Jesica Cirio vs. Santiago Giorgini | 6 de marzo de 2020    |           |
| 41       | José María Muscari vs. Marixa Balli | 9 de marzo de 2020    |           |
| 42       | Matías Alé, Carna, Matías Santoianni vs. Personas del público                                                                           | 10 de marzo de 2020   |           |
| 43       | Candelaria Molfese vs. Ruggero Pasquarelli                                                                                              | 11 de marzo de 2020   |           |
| 44       | Tamara Pettinato vs. Felipe Pettinato                                                                                                   | 12 de marzo de 2020   |           |
| 45       | Marcos Di Palma vs. Agustina Casanova                                                                                                   | 13 de marzo de 2020   |           |
| 46       | Rodrigo Noya vs. Stéfano De Gregorio | 16 de marzo de 2020   |           |
| 47       | Adabel Guerrero vs. Nati Jota | 17 de marzo de 2020   |           |
| 48       | Rama Pantorotto vs. Joe Fernández | 18 de marzo de 2020   |           |
| 49       | Gladys Florimonte vs. Ivana Nadal | 20 de marzo de 2020   |           |
| 50       | Coki Ramírez vs. Álvaro Navia | 23 de marzo de 2020   |           |
| 51       | Analía Franchín vs. Toti Ciliberto | 24 de marzo de 2020   |           |
| 52       | Sofía "Jujuy Jiménez" vs. Dan Breitman                                                                                                  | 25 de marzo de 2020   |           |
| 53       | Germán Tripel vs. Florencia Otero | 26 de marzo de 2020   |           |
| 54       | Repetición del programa 24 | 27 de marzo de 2020   |           |
| 55       | Repetición del programa 27 | 30 de marzo de 2020   |           |
| 56       | Repetición del programa 28 | 31 de marzo de 2020   |           |
| 57       | Nazarena Vélez vs. Bárbara Vélez | 1 de abril de 2020    |           |
| 58       | Guido Pella vs. Stephanie Demner | 2 de abril de 2020    |           |
| 59       | Christian Sancho vs. Alejandro Müller                                                                                                   | 3 de abril de 2020    |           |
| 60       | Gerardo Romano vs. Oriana Junco | 6 de abril de 2020    |           |
| 61       | Diego Díaz vs. Bárbara Franco | 7 de abril de 2020    |           |
| 62       | Rodrigo Cascón vs. Martín Baclini | 8 de abril de 2020    |           |
| 63       | Gonzalo Costa vs. Mariano de la Canal                                                                                                   | 9 de abril de 2020    |           |
| 64       | Repetición del programa 11 | 10 de abril de 2020   |           |
| 65       | Marley, Nazareno Mottola & Kevsho vs. Lizy Tagliani, La Floppy & Leo Alturria                                                           | 13 de abril de 2020   |           |
| 66       | José Chatruc vs. Kate Rodríguez | 14 de abril de 2020   |           |
| 67       | Mauro Szeta vs. Paulo Kablan | 15 de abril de 2020   |           |
| 68       | Paula Trapani vs. Paz Cornú | 16 de abril de 2020   |           |
| 69       | Anamá Ferreyra vs. Evelyn Von Brocke | 17 de abril de 2020   |           |

## Otras versiones internacionales
- Chile: La muralla infernal.
- España: El muro infernal. (La Sexta)
- Francia: Hole in the wall.
- Estados Unidos: hole in the wall.
- Colombia: Duro contra el muro/Duro contra el mundo
- Canadá: Hole in the wall.
- Italia: Hole in the wall (un agujero en el muro).
- Japón: Hole in the wall (un agujero en el muro).
- Portugal: Salve se Quem Puder (sálvese quien pueda).
- México: Aguas con el muro.
- Paraguay: El muro.
- Brasil: De Cara no Muro (de rostro con el Muro).
- Polonia: Hole in the wall (un agujero en el muro).
- Grecia: Hole in the wall (un agujero en el muro).
- Rusia: Hole in the wall (un agujero en el muro).
- Vietnam: Người xuyên tường.

## Premios
Nominaciones:
- Premios Martín Fierro 2008:
  - Mejor programa de entretenimientos.
  - Labor conducción masculina (Marley).
- Premios Martín Fierro 2009:
  - Mejor programa de entretenimientos.